# Fredy Hirsch
Alfred Hirsch (hebr. ‏פרדי הירש‎, ur. 11 lutego 1916, zm. 8 marca 1944) – niemiecko-żydowski sportowiec, nauczyciel wychowania fizycznego i przywódca syjonistycznego ruchu młodzieżowego, znany z pomocy tysiącom żydowskich dzieci w obozach Theresienstadt i Auschwitz. 
Dzięki jego niemieckiemu pochodzeniu, charyzmie i dbałości o wygląd, w obu obozach udało mu się przekonać strażników SS do przyznania dzieciom przywilejów, m.in tymczasowych zwolnień z deportacji, dodatkowych racji żywnościowych, zezwolenia na edukację, organizację igrzysk sportowych, budowę placu zabaw czy pomalowanie ścian baraków w postacie z Walta Disneya.  
Nacisk Hirscha na ćwiczenia fizyczne, dyscyplinę i ścisłą higienę zmniejszył śmiertelność wśród dzieci do prawie zerowej wartości, w porównaniu z ogólną śmiertelnością około 25% deportowanych z Theresienstadt w pierwszych sześciu miesiącach od pojawienia się w Auschwitz. Działania Hircha były tolerowane, gdyż stworzony przez niego system był prezentowany m.in Międzynarodowemu Czerwonemu Krzyżowi przez władze obozowe jako przykład humanitarności obozów. 
Hirschowi udało się nawiązać dobre stosunki ze strażnikami SS, mimo że był Żydem i otwarcie homoseksualistą.  Według Yehudy Bacona „mówił po niemiecku równie dobrze jak naziści, miał urok i nienaganny wygląd. Wiedział, jak rozmawiać z SS. Był ubrany jak żołnierz”.  Pavel Stránský, który był wychowawcą w bloku dziecięcym w Auschwitz, zeznał, że „SS traktowało go niemal jak człowieka”.
Likwidacja obozu rodzinnego miała nastąpić 8 marca 1944 roku; popularność Hirscha czyniła go naturalnym przywódcą potencjalnego powstania. Według części relacji popełnił samobójstwo po przekazaniu mu informacji o planowanej likwidacji; z kolei wg innych został otruty przez żydowskich lekarzy, którzy zginęliby, gdyby wybuchło powstanie, a których Josef Mengele zapewniał o swojej protekcji w razie likwidacji.